# La Tele (Paraguay)
La Tele (estilizado como latele) es un canal de televisión abierta paraguayo que emite desde Asunción. Pertenece al Grupo Multimedios Vierci. Es miembro de la Organización de Televisión Iberoamericana (OTI) y está afiliado a la Cámara de Teledifusoras del Paraguay (Catelpar) junto con otros canales de televisión abierta tanto a nivel nacional como a nivel regional.

## Historia
Varios años antes de iniciar su transmisión, en Asunción y ciudades aledañas al Río Paraguay el canal era interferido por el Canal 11 Lapacho de Formosa (Argentina) que de forma muy borrosa, especialmente durante la tarde y la noche, se lograba ver. Desde junio de 2008, inicia su transmisión provisoria, con programas de origen internacional, documentales y vídeos musicales antiguos con el logotipo de HATV (Hispanoamérica TV del Paraguay S.A.). El 20 de septiembre de 2008, abajo de sus programaciones se lograba ver una «cortinilla» en donde se veía el tiempo de cuenta regresiva a la medianoche del día 21. Inició sus transmisiones el 21 de septiembre de 2008.
Su programación está basada en series y telenovelas que anteriormente fueron emitidas por su señal hermana Telefuturo que tuvieron éxito además de estrenos actuales, películas, series, dibujos animados y también programas nacionales e internacionales de entretenimiento.
Entre el 21 de septiembre de 2008 y diciembre de 2018 Latele emitió las producciones de la cadena mexicana Televisa en su primera etapa y a partir de enero de 2019 empezó a emitir telenovelas de Telemundo, Caracol Televisión y RCN Televisión y desde 2023 hasta 2024 las telenovelas brasileñas de Rede Globo. Pero en octubre de 2024, recuperaría los derechos de TelevisaUnivision.
En diciembre de 2018, Latele lanzó su señal en alta definición (HD) en exclusiva para la proveedora de televisión por suscripción Tigo Star, en el canal 611.
El 16 de junio de 2019 a las 07:10 (UTC-3) durante la emisión del programa Tradición y Cultura, Latele cortó su señal en los departamentos de Ñeembucú y Misiones debido a un corte de luz que vino especialmente de toda la República Argentina.
El 2 de junio de 2020, Latele cambió la relación de aspecto de sus transmisiones de 4:3 a 16:9.
Cuatro días después de celebrar su 15º aniversario, el 25 de septiembre de 2023, Latele cambia su imagen corporativa e instaura un nuevo lema: Haciendo latele de todos.
El 1 de enero del 2025 a las 5:59hs, latele puso fin a su señal analógica "Canal 11 VHF" en Asunción, departamento central y alrededores.
Latele junto a sus canales hermanos Telefuturo y Noticias PY fueron los últimos en hacer el cese de sus señales analógicas en Asunción y alrededores. Se prevé que este proceso avance gradualmente y se estima que finalice en todo el país el apagón analógico en el año 2029.

## Logotipos

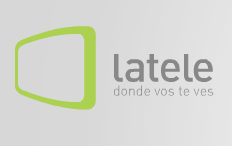
21 de septiembre de 2008-2015
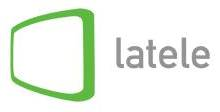
2015-25 de septiembre de 2023
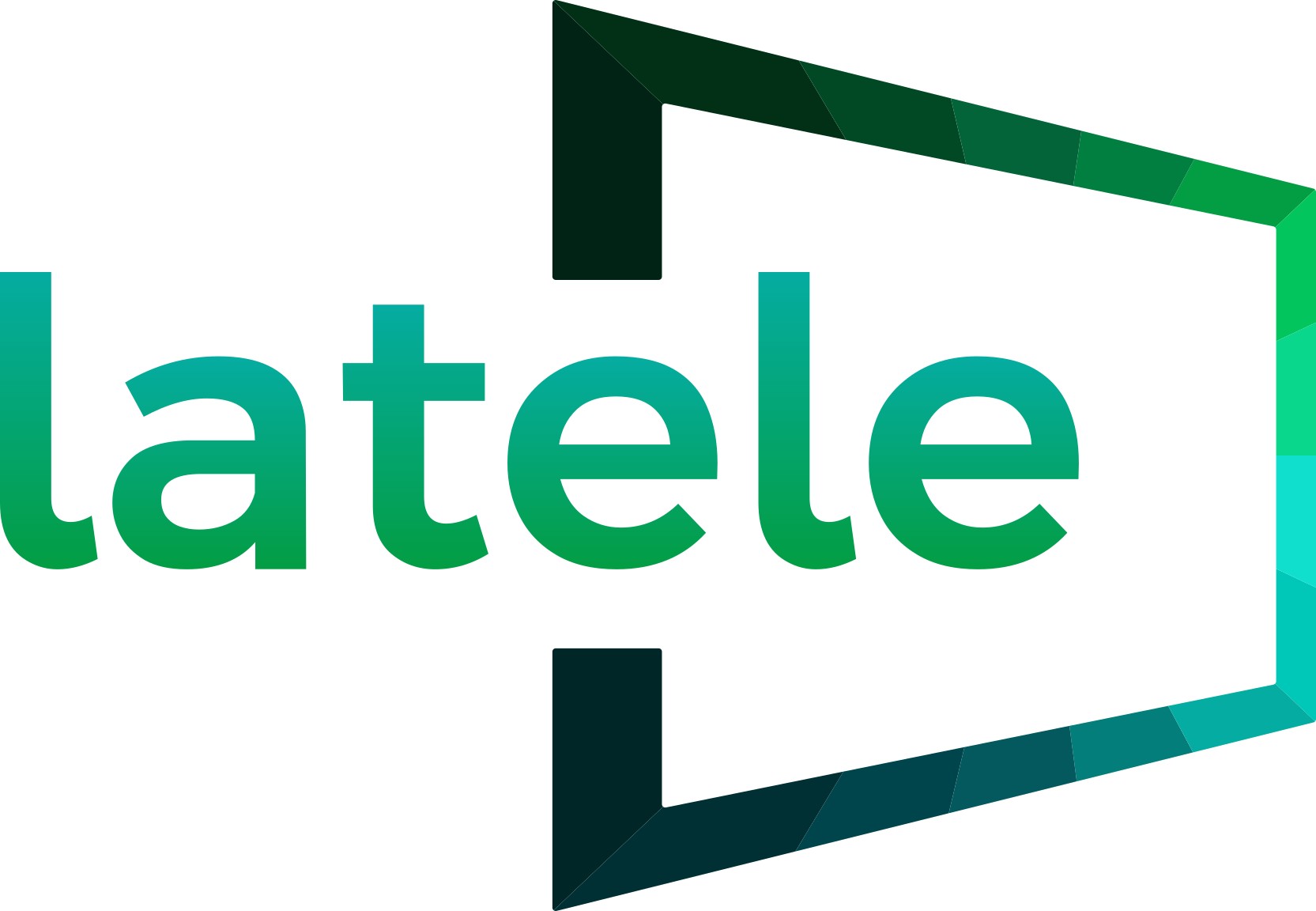
25 de septiembre de 2023-presente